# Marhuanta
Marhuanta est l'une des neuf paroisses civiles de la municipalité de Heres dans l'État de Bolívar au Venezuela. Sa capitale est Ciudad Bolívar, capitale de l'État, dont elle constitue l'une des paroisses civiles urbaines, et notamment les quartiers orientaux, à l'est de l'importante caserne du Fuerte Cayaurima qui tire son nom du cacique indien Cayaurima, représenté au sommet du blason de la municipalité de Simón Bolívar dans l'État d'Anzoátegui.

## Géographie

### Démographie
Constituant de facto l'une des paroisses civiles urbaines de la ville de Ciudad Bolívar, l'entité administrative ne comporte aucun autre écart que celle-ci et est divisée en plusieurs quartiers :
- Boca de Marhuanta
- Maipure
- Marhuanta